# Tasman Series

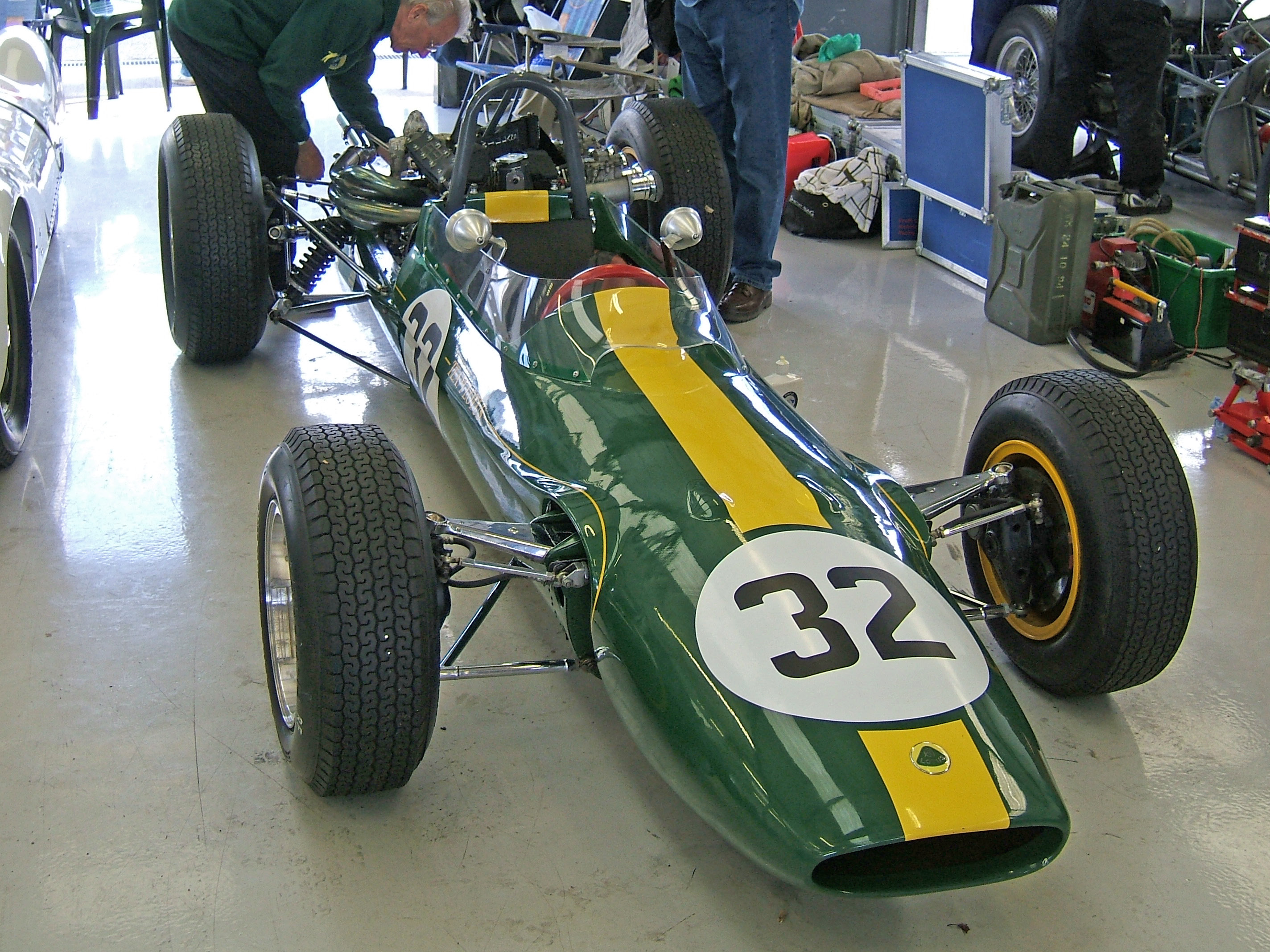
A Lotus 32B, a Formula–2-es Lotus 32 Tasman Series-változata

A Tasman Series egy már megszűnt autóverseny-sorozat, melyet 1964 és 1975 között rendeztek ausztrál és új-zélandi pályákon. Nevét a 2 ország között található Tasman-tengerről kapta.
A sorozat első éveiben az autók nagyon hasonlóak voltak az akkori Formula–1-es autókhoz. A hasonlóság akkor ért véget, amikor az F1-ben 3 literes motorokat vezettek be, a Tasman Series pedig maradt a 2,5 literes motoroknál. A sorozat 1975-ig működött, ekkor 2 részre szakadt, ugyanis a 4 új-zélandi versenyhelyszín a Formula–Pacifichez csatlakozott, míg a négy ausztrál ekkortól a Rothmans International Seriesnek lett a része.
A szériában több sikeres, többszörös futamgyőztes, illetve világbajnok versenyző is szerepelt. Ők voltak többek között Jim Clark, aki Graham McRae-jel holtversenyben a legsikeresebb versenyzője a Tasman Series-nek, továbbá Jackie Stewart, Bruce McLaren vagy Jack Brabham.

## Győztesek
| Szezon                   | Versenyző                | Autó                     | Győzelem                 | Dobogó                   | Pont                     | Előny                    |
| 2.5 Litre Tasman Formula | 2.5 Litre Tasman Formula | 2.5 Litre Tasman Formula | 2.5 Litre Tasman Formula | 2.5 Litre Tasman Formula | 2.5 Litre Tasman Formula | 2.5 Litre Tasman Formula |
| ------------------------ | ------------------------ | ------------------------ | ------------------------ | ------------------------ | ------------------------ | ------------------------ |
| 1964                     | Bruce McLaren            | Cooper T70-Climax FPF    | 3                        | 5 (7)                    | 39 (47)                  | 6                        |
| 1965                     | Jim Clark                | Lotus 32B-Climax FPF     | 3 (4)                    | 4 (5)                    | 35 (44)                  | 11                       |
| 1966                     | Jackie Stewart           | BRM P261                 | 4                        | 5                        | 45                       | 15                       |
| 1967                     | Jim Clark                | Lotus 33-Climax FPF      | 3 (5)                    | 6 (8)                    | 45 (63)                  | 27                       |
| 1968                     | Jim Clark                | Lotus 49T-Cosworth DFW   | 4                        | 5                        | 44                       | 8                        |
| 1969                     | Chris Amon               | Ferrari 246T             | 4                        | 6                        | 44                       | 14                       |
| Formula–5000             |                          |                          |                          |                          |                          |                          |
| 1970                     | Graeme Lawrence          | Ferrari 246T             | 1                        | 5                        | 30                       | 5                        |
| 1971                     | Graham McRae             | McLaren M10B-Chevrolet   | 3                        | 5                        | 35                       | 4                        |
| 1972                     | Graham McRae             | Leda GM1-Chevrolet       | 4                        | 4                        | 39                       | 11                       |
| 1973                     | Graham McRae             | McRae GM1-Chevrolet      | 3                        | 5                        | 40                       | 11                       |
| 1974                     | Peter Gethin             | Chevron B24-Chevrolet    | 2                        | 5                        | 41                       | 15                       |
| 1975                     | Warwick Brown            | Lola T332-Chevrolet      | 2                        | 4                        | 31                       | 1                        |

## Külső hivatkozások
- A sorozat honlapja
- Tasman racing